# Jaclyn Victor
Jaclyn Joshua Thanaraj Victor (Bukit Kepong; 4 de diciembre de 1978) es una cantante malaya. Fue la ganadora del concurso Malaysian Idol.

## Biografía
Jaclyn nació en Kepong, Selangor. Es la única hija del Maggie Jaclyn, una madre soltera del ascendencia india. Sus familia incluyen a tres hermanas más jóvenes. Cuando Jaclyn tenía nueve años de edad, su padre les abandonó, motivando a su madre a adquirir tres trabajos para apoyar a sus cuatro hijas. A la edad de dieciocho años, Jaclyn ganaba en clubes y salones del hotel la ayuda para superar las cargas financieras de su familia.

## Malaysian Idol
En el 2004 junto con otras diez mil aspirantes audicionó para Malaysian Idol. Impresionados por su voz y personalidad los jueces le permitieron seguir a la siguiente ronda quedando entre las treinta mejores, Jaclyn se ganó el reconocimiento de los jueces con su interpretación de Superwoman (sencillo de Karyn White). Posteriormente pasó a ser una de las diez finalistas.
El 16 de octubre de 2004, Jaclyn ganó la competencia obteniendo el 76% de la votación contra el 24% de su rival Dina. Como la recién coronada Malaysian Idol Jaclyn cantó el tema Gemilang mientras las otras concursantes la felicitaban. Al ganar el concurso se le ofreció un contrato con Sony BMG.

## Discográfía
- Dream
- Gemilang (2004)
- Wajah (2005) CD canciones
- Inilah…Jac (2006)

- Datos: Q4177947
- Multimedia: Jaclyn Victor / Q4177947